# GK Персея
GK Персея (GK Persei, GK Per, Nova Persei 1901) — яркая новая звезда, вспыхнувшая в 1901 году в созвездии Персея на расстоянии 1500 световых лет от Земли. Она достигла максимальной яркости 0m,2 звёздной величины, и была самой яркой новой звездой XX века, до тех пор пока в 1918 году в созвездии Орла не вспыхнула другая новая. В настоящее время её видимая звездная величина колеблется около значения 13m,5..

## Вспышка 1901 года
GK Персея открыл 21 февраля 1901 года шотландский священник и астроном-любитель Томас Дэвид Андерсон из Эдинбурга, когда он бросил случайный взгляд на небо и увидел звезду третьей величины в созвездии Персея. Андерсон был опытным наблюдателем: до этого он уже открыл T Возничего — тоже новую звезду — в 1892 году. На следующий день он сообщил о своём наблюдении в Гринвичскую обсерваторию и с удивлением понял, что был первооткрывателем первой новой звезды 20-го века.
В России первым её увидел 15-летний киевский гимназист Андрей Борисяк (1885—1962) (вместе со своим товарищем А.И.Барановским). Он на несколько часов опередил астрономов-профессионалов и был удостоен за это открытие немалых по тем временам почестей. Император Николай II собственноручно подарил ему телескоп Цейса, а Русское астрономическое общество приняло его в свои действительные члены. Позднее по рекомендации Фламмариона Борисяк стал также членом Французского астрономического общества. Мечтая связать свою судьбу с астрономией, Борисяк поступил в университет, однако не смог осилить сложные математические дисциплины. В итоге он стал профессиональным музыкантом и написал учебник «Школа игры на виолончели».
Получив сообщение о вспышке, астрономы Гарвардской обсерватории установили, что на месте новой ранее была слабая звездочка 13m величины, которая показывала небольшие колебания яркости. Случилось так, что этот регион созвездия Персея был сфотографирован за два дня до открытия д-ра Андерсона и на фотопластинке звезда была в минимуме яркости. Таким образом, менее чем за два дня звезда подняла свою яркость с 13m до 3m, увеличив светимость в 10 000 раз.
В следующие два дня звезда продолжала увеличивать яркость, правда, несколько медленнее, пока не достигла максимальной величины 0m,2, сравнявшись по светимости с Капеллой и Вегой. Общее изменение яркости было четырнадцать величин, и это значение было достигнуто менее чем за четыре дня. Сразу же после пика яркости она быстро начала угасать (хотя и не так быстро, как вспыхнула): через шесть дней после максимума она была звездой второй величины, а через две недели — четвертой. На этом этапе начались серии колебаний с периодичностью около четырёх дней и амплитудой 1m,5. Эти колебания продолжались в течение нескольких месяцев, пока звезда продолжала угасать. Новая вернулась к состоянию покоя и своей обычной величине 13m за одиннадцать лет.

## Туманность Фейерверк
Через шесть месяцев после вспышки французский астроном Камиль Фламмарион и его коллеги заявили, что они сфотографировали «светящуюся оболочку, окружающую звезду». Это озадачило астрономов, поскольку в этом случае получается, что оболочка, сброшенная при взрыве новой, разлетается со скоростью быстрее, чем скорость света. Обычно уходят годы, прежде чем материал, выброшенный при таких событиях, может быть разрешён в наземные телескопы. Чарлз Перрайн и Джордж Ричи также отметили изменение положения областей плотности оболочки на фотографиях, сделанных из месяца в месяц. Оболочка в системе GK Персея расширялась с огромной скоростью — 11 угловых минут в год — в десять раз больше скорости света, что вызвало ажиотаж среди астрономов и в популярной прессе.
Голландский астроном Якоб Каптейн был, вероятно, первым человеком, который заявил, что «разлетающаяся» оболочка на самом деле вообще не движется. Он предположил, что то, что мы видим на самом деле является световым эхо вспышки. Теория Каптейна лишь отчасти объясняла ситуацию. Парадокс был решён в 1939 году Полем Кудером. 
Он предположил, что наличие пылевой оболочки перед вспышкой GK Per объяснило бы сверхсветовое эхо вокруг этой звезды. Вспышка новой является, по сути, сферическим потоком света, постепенно высвечивающим окружающую пыль. Излучение, идущее прямо на земного наблюдателя, высвечивает пыль вдоль линии прямой видимости по направлению к Земле. Другие лучи высвечивают пыль в стороне от луча зрения через некоторое время, а затем отклоняются в сторону Земли. Эти лучи на самом деле прошли относительно небольшое дополнительное расстояние, но эхо, как видится, увеличилось на расстоянии между прямым лучом и отклоненными лучами, поэтому расширение, как кажется, происходит быстрее скорости света. Кажущаяся скорость движения бесконечна в момент, когда свет, направленный на наблюдателя, впервые высвечивает пыль, но она замедляется, когда кольцо света растет. Наблюдатель видит свет мнимого расширения поверхности вокруг новой, которая является поверхностью вытянутого эллипсоида, где новая и Земля находятся фокусах этого эллипсоида. Если пыль присутствует на линии между новой и наблюдателем, то возникает эффект «сверхсветового» расширения. Почти через пятнадцать лет после взрыва небулярная оболочка вокруг GK Персея, наконец, стала полностью видимой и получила название Туманность Фейерверк (The Firework Nebula). Структура этой туманности объясняется тем, что расширение происходит в плотной межзвёздной среде. Её масса оценивается более, чем 0,0001 массы Солнца, а скорость расширения достигает 1200 км/с, её диаметр пока меньше светового года. 
GK Персея (как и похожие на неё катаклизмические переменные звёзды) является тесной двойной системой, состоящей из компактного белого карлика, поглощающего вещество гигантской холодной звезды спектрального класса K2IV через аккреционный диск. Когда масса вещества достигает критического значения, происходит термоядерная вспышка, выбрасывающая звездное вещество в окружающее пространство, однако не разрушающая белый карлик. Система GK Персея очень близкая: орбитальный период белого карлика равен двум суткам.

## Наблюдения GK Персея

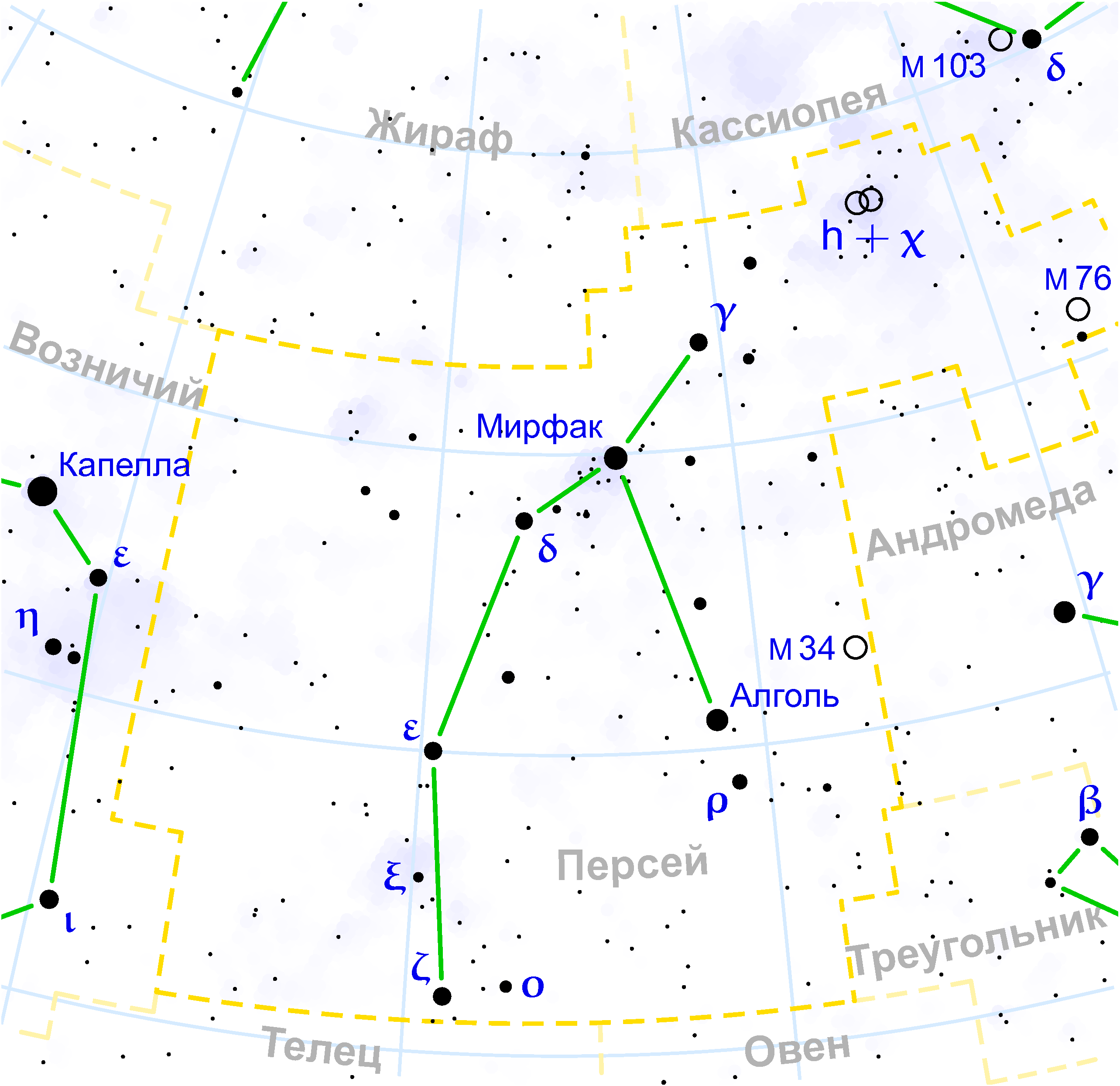
Положение GK Персея на карте созвездия

Звезда находится в области между одной из самых известных переменных Алголем (Бета Персея), и самой яркой звездой созвездия, Альфа Персея. В настоящее время (2012 год) GK Per находится на минимуме яркости около тринадцати лет, однако её можно наблюдать даже в телескопы с умеренной апертурой, что является полезным для обнаружения любых будущих изменений GK Персея. 
В отличие от новой 1918 года, которая, снизив свою яркость до 13m величины, не проявляла никакой активности, GK Персея стала показывать редкие вспышки, меняя свой блеск на величину от 2m до 3m (то есть она увеличивала свою светимость от 7 до 15 раз по сравнению с состоянием покоя).
Начиная примерно с 1966 года, эти вспышки стали достаточно регулярными, как правило, они длятся около двух месяцев, и происходят примерно каждые три года. Таким образом, GK Персея не является классической новой: по поведению она напоминает типичную карликовую новую — разновидность катаклизмических переменных звезд — по какой-то причине испытавшей мощную вспышку. Открытие в 1978 году рентгеновского излучения, исходящего из этой системы, позволит учёным точнее определить GK Персея как магнитную катаклизмическую переменную.
После обнаружения магнитной природы GK Персея была классифицирована как промежуточный поляр. Эти звезды имеют магнитное поле напряжённостью примерно 1-10×106 Гс (для сравнения, напряженность магнитного поля Земли составляет около 0,5 Гс). В промежуточных полярах аккрецирующий материал движется вдоль магнитных линий и выпадает на поверхность белого карлика в районе магнитных полюсов. Когда аккрецирующий материал сталкивается с поверхностью белого карлика, его кинетическая энергия свободного падения преобразуется в тепловую. Температура в этот момент составляет около 108K (10 кэВ), и именно эта ударная плазма является мощным источником жёсткого рентгеновского излучения.
В ходе вспышки GK Персея в 1978 году Эндрю Кинг и его коллеги из университета Лестера, обрабатывая данные спутника Ariel V, обнаружили, что звезда вспыхнула в рентгеновских лучах. Спутник, однако, мог получать данные только раз в 100 минут, так что активность системы была только зафиксирована, но подробно не исследовалась. В июле 1983 года AAVSO объявила, что эта экс-новая производит вспышки незначительной амплитуды. Эндрю Кинг и Майкл Уотсон, которым в тот момент было выделено время на спутнике EXOSAT, наблюдали GK Per и из полученных данных сделали вывод, что период рентгеновских пульсаций составляет 351 секунду.

## GK Персея в литературе
GK Персея упомянута в конце рассказа Г. Ф. Лавкрафта «За стеной сна».